# Григор Попстанков
Григор (Глигор) Димитров (Мицев) Станков или Попстанков (изписване до 1945 година: Григоръ Димитровъ попъ Станковъ) е български просветен деец и революционер, деец на Вътрешната македоно-одринска революционна организация, четник при Апостол Петков и Христо Думчев, като с тях се сражава в няколко сражения на различни места в подножието на Паяк планина в периода 1903 - 1908 година.

## Биография
Роден е в 1868 или 1872 година в южномакедонския град Енидже Вардар, тогава в Османската империя, днес Яница, Гърция.
Заминава да учи в Солун в българската гимназия в града. Влиза във ВМОРО в 1898 година, посветен от учителите му Христо Матов и Иван Гарванов. В същата 1898 година напуска гимназията и става активен член на Ениджевардарската тайна организация. В 1902 година е назначен от Българската екзархия за учител в Либяхово. След изпитите на учениците му и Солунските атентати е принуден да мине в нелегалност и става четник в четата на Апостол Петков. В 1903 година води редица сражения с четата, сред които в село Радомир, между Баровица и Църна река, където сраженията продължават около 20 часа, Гола чука, Беш бунар, Лесковските воденици и между Ениджевардарско и Гевгелийско. В 1904 година участва в голямо сражение, в което е ранен заедно с подвойводата Христо Думчев. Сраженията се водят в местностите Трите бари, между селата Мандалево и Ново село. В тях един четник е убит и няколко са тежко ранени. От 1905 до 1908 година участва в сражения с гръцки андарти и войници край Ениджевардарското езеро. Четата се състои от 154 човека, от които към 1943 година са живи 16.
Попстанков и другите четници оставят оръжието след Младотурската революция и стават легални. В същата година Попстанков е назначен за учител в село Бабяни. Работи като учител в Бабяни от 1908 до 1910 година, като след това учителства в Литовой в 1910 - 1911 година и във Въдрица в 1911 - 1912 година. След като Егейска Македония попада в Гърция след Междусъюзническата война, гърците гонят българските учители в края на 1913 година. В периода 1913 - 1922 година Григор Попстанков е преследван и затварян в гръцки затвори, защото е българин. В 1923 година успява да избяга в Свободна България със семейството си. Установява се в Пловдив, където живее към 1943 година.
На 18 февруари 1943 година подава молба за българска народна пенсия, която е одобрена и пенсията е отпусната от Министерския съвет на Царство България.